# Silo de Burgos
El silo de Burgos, también conocido como el silo de Capiscol, es un antiguo silo de grano situado en el municipio español de Burgos, en la provincia homónima (Castilla y León). Las instalaciones se encuentran situadas en el barrio de Capiscol, junto al antiguo trazado ferroviario. 

## Historia
Entró en servicio en 1961 y contaba con una capacidad de almacenamiento de 22.000 toneladas. Su construcción fue promovida por el Servicio Nacional del Trigo (SNT) dentro de la política del régimen franquista que buscaba crear una red de silos para el almacenamiento de cereales. El silo burgalés pasó a manos del Servicio Nacional de Cereales en 1969 y, en 1971, del Servicio Nacional de Productos Agrarios (SENPA). Las instalaciones mantuvieron su actividad agrícola hasta 2003.
En la actualidad el edificio se encuentra prácticamente inactivo, salvo para algunos usos menores.